# EIF1A
eIF1A（eukaryotic translation initiation factor 1A，真核起始因子1A）是一种在真核翻译起始进程中发挥重要作用的蛋白质，也是一种RNA结合蛋白。其主要的功能是稳定Met-tRNAi与40S核糖体亚基间的结合，参与激活mRNA的结合，还可以通过结合到40S亚基上以阻止其与60S亚基结合形成无活性的核糖体。此外，43S前起始复合物在mRNA上寻找AUG起始密码子的移动过程可能需要eIF1A的参与。在酵母中，eIF1A是维持其生存不可或缺的蛋白。
eIF1A被认为是最保守的起始因子：小麦和兔子的eIF1A在体外实验中是可互换的；而且在体内实验中，人eIF1A可以取代酵母eIF1A。eIF1A与原核生物中的IF1同源。eIF1A与IF1结合核糖体相似的是，在没有其他真核起始因子的协助下，eIF1A依然能够结合到40S亚基上。
eIF1A的基因存在于X染色体（基因名：EIF1AX）和Y染色体（基因名：EIF1AY）中。

## 结构
eIF1A的结构采用了与大肠杆菌IF1相同的折叠类型，即β桶的OB折叠（β barrel oligomer-binding fold）。这种折叠类型出现在很多参与翻译的蛋白质中。eIF1A和IF1结构上的相似性提示两者分别在真核和原核翻译起始中有着相同的作用。